# 168
El 168 (CLXVIII) fou un any de traspàs començat en dijous del calendari julià. En aquell temps, era conegut com a any del consolat d'Apronià i Paulus (o, més rarament, any 921 ab urbe condita). L'ús del nom «168» per referir-se a aquest any es remunta a l'alta edat mitjana, quan el sistema Anno Domini esdevingué el mètode de numeració dels anys més comú a Europa.

## Esdeveniments
- Bètica: Els exèrcits romans rebutgen un intent d'invasió dels maures del nord d'Àfrica.[2]